# Curimus zeelandicus
Curimus zeelandicus là một loài bọ cánh cứng trong họ Byrrhidae. Loài này được Redtenbacher miêu tả khoa học năm 1868.